# Phenakospermum
Phenakospermum é um gênero botânico monotípico da família Strelitziaceae.

## Espécies
- Phenakospermum guyannense (Rich.) Endl. ex Miq.